# Los Ríos, Zacatecas
Los Ríos är en ort i Mexiko.   Den ligger i kommunen Jerez och delstaten Zacatecas, i den centrala delen av landet, 500 km nordväst om huvudstaden Mexico City. Los Ríos ligger 2 045 meter över havet och antalet invånare är 109.
Terrängen runt Los Ríos är kuperad åt sydost, men åt nordväst är den platt. Runt Los Ríos är det ganska glesbefolkat, med 31 invånare per kvadratkilometer. Närmaste större samhälle är Jerez de García Salinas, 8,0 km norr om Los Ríos. Trakten runt Los Ríos består i huvudsak av gräsmarker.